# Хав'єр Ернандес Марадьяга
Хав'єр Ернандес Марадьяга (ісп. Javier Hernández Maradiaga, 8 травня 1988) — гондураський плавець.
Учасник Олімпійських Ігор 2008 року.